# George Darell Jeffreys, 1. Baron Jeffreys
George Darell Jeffreys, 1. Baron Jeffreys, KCB, KCVO, CMG, DL (* 8. März 1878; † 19. Dezember 1960) war ein britischer General und Politiker der Conservative Party. Er war von 1941 und 1951 Abgeordneter des House of Commons und ab 1952 Mitglied des House of Lords.

## Leben

### Familiäre Herkunft, Offiziersausbildung und Zeit bis zum Ersten Weltkrieg
Jeffreys war der einzige Sohn von vier Kindern des Politikers Arthur Frederick Jeffreys, der zwischen 1887 und seinem Tode 1906 für die Conservative Party Abgeordneter des House of Commons sowie 1905 kurzzeitig Parlamentarischer Staatssekretär im Kommunalministerium (Parliamentary Secretary to the Local Government Board) war, und dessen Ehefrau Amy Constantia Fenwick. Seine Schwester Winifred Madeline Jeffreys war in zweiter Ehe mit Christopher Magnay verheiratet, der zwischen 1904 und 1911 ein bekannter First-Class Cricketspieler war und 1917 den Titel als 3. Baronet, of Postford House in the County of Surrey, erbte. Seine Schwester Sibyl Constance Jeffreys wurde 1941 Friedensrichterin der Grafschaft Hampshire und war mit G. Charles Sholto MacLeod, einem Captain der Black Watch (Royal Highland Regiment), verheiratet. Seine dritte Schwester Eleanor Sophia Campbell Jeffreys war die Ehefrau von Brigadier-General Harold Vincent Spencer Charrington, einem Offizier des Kavallerieregiments 12th (Prince of Wales’s) Royal Lancers.
Er selbst begann nach dem Besuch des Eton College eine Kadettenausbildung am Royal Military College Sandhurst und wurde nach deren Abschluss am 3. März 1897 als Second Lieutenant der Grenadier Guards in die British Army übernommen. Während des Mahdi-Aufstandes nahm er am 2. September 1898 an der Schlacht von Omdurman sowie von 1900 bis 1902 am Zweiten Burenkrieg teil. Nach verschiedenen anderen Verwendungen war er zwischen 1911 und 1914 Kommandeur des Depots der Grenadier Guards.

### Erster Weltkrieg
Jeffreys wurde während des Ersten Weltkrieges an der Westfront, unter anderem bei der Schlacht bei Mons (23. bis 24. August 1914), eingesetzt und während des Krieges schwer verwundet. Er war zwischen 1915 und 1916 Kommandeur des 2. Bataillons der Grenadier Guards und wurde am 3. Juni 1916 als Companion des Order of St Michael and St George (CMG) ausgezeichnet. Nach der Verleihung des temporären Ranges eines Brigadier-General und des Brevet-Rangs eines Colonel war er zwischen August 1915 und September 1917 Kommandeur der 1st Guards Brigade. Am 15. Februar 1917 erhielt er den russischen |Sankt-Stanislaus-Orden zweiter Klasse mit Schwertern und wurde am 17. Dezember 1917 als Offizier der französischen Ehrenlegion ausgezeichnet.
Jeffreys war im temporären Rang eines Major-General und als Nachfolger von Major-General Tom Bridges zwischen 1917 und 1919 Kommandeur der 19th (Western) Division und erhielt am 11. März 1918 das französische Croix de Guerre. 1918 wurde er zudem als Companion des Order of the Bath (CB) ausgezeichnet.

### Zwischenkriegszeit
Nach seiner Beförderung in den vollen Rang eines Major-General wurde Jeffreys 1919 Kommandeur der zur Britischen Rheinarmee gehörenden Light Division, die zuvor aus der 2nd Division gebildet wurde. Im Februar 1920 wurde er Kommandeur des Londoner Militärbezirks (General Officer Commanding, London District) und verblieb auf diesem Posten bis Februar 1924. Zugleich erhielt er am 30. Juni 1922 das Amt eines Deputy Lieutenant (DL) von Hampshire und bekleidete dort zeitweilig auch das Amt als Friedensrichter (Justice of the Peace). Am 1. Januar 1924 wurde er als Knight Commander des Royal Victorian Order (KCVO) geadelt, so dass er fortan das Prädikat „Sir“ führte. Im Oktober 1926 wurde er Nachfolger von Major-General Sir Edward Northey als Kommandeur der 43rd (Wessex) Infantry Division und verblieb auf diesem Posten bis Oktober 1930, woraufhin Lieutenant-General Sir Reginald Hildyard ihn ablöste. Er wurde 1930 ebenfalls zum Lieutenant-General befördert.
Im März 1932 wurde Lieutenant-General Sir George Darell Jeffreys Nachfolger von General Sir William Heneker als Oberkommandierender des Heereskommandos Süd in Britisch-Indien (General Officer Commanding-in-Chief Southern Command) und hatte diese Funktion bis März 1936 inne, woraufhin Lieutenant-General Sir Ivo Vesey ihn ablöste. Am 3. Juni 1932 wurde er auch zum Knight Commander des militärischen Zweiges des Order of the Bath (KCB (Mil)) geschlagen sowie 1935 zum General befördert. Er war danach 1936 Generaladjutant (Aide-de-camp General) von König Eduard VIII. sowie zwischen 1936 und 1938 Generaladjutant von König Georg VI.

### Unterhausabgeordneter und Oberhausmitglied

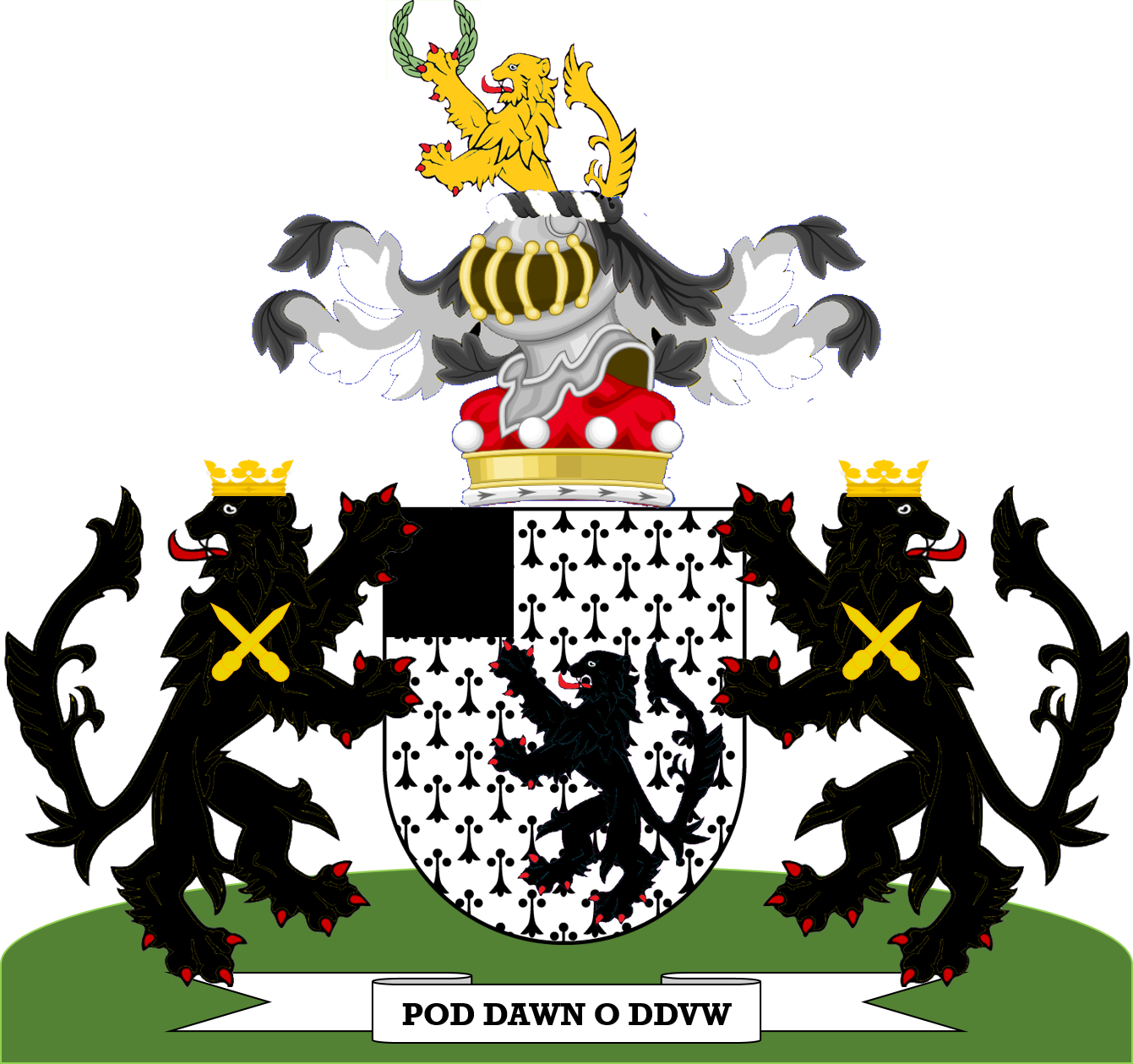
Wappen der Barons Jeffrey (1952)

Bei einer Nachwahl wurde Jeffreys für die Conservative Party am 22. Februar 1941 als Abgeordneter für den Wahlkreis Petersfield in Hampshire ohne Gegenkandidat ins House of Commons gewählt, nachdem der bisherige Wahlkreisinhaber und frühere Landwirtschaftsminister Reginald Dorman-Smith zum Gouverneur von Burma ernannt worden war und dieses Amt am 6. Mai 1941 formell antrat. Bei der Unterhauswahl am 5. Juli 1945 wurde er mit 20.838 Stimmen (58,4 Prozent) sowie bei der darauf folgenden Unterhauswahl am 23. Februar 1950 mit 27.401 Wählerstimmen (55,15 Prozent) jeweils mit deutlicher absoluter Mehrheit wiedergewählt. Das Mandat im House of Commons behielt er bis zur Unterhauswahl am 25. Oktober 1951, bei der Peter Richard Legh, der spätere 4. Baron Newton, zu seinem Nachfolger gewählt wurde. Er war bis zum 27. September 1949 auch Ehren-Colonel einer Einheit der Territorialarmee und vom 8. April 1952 bis zu seinem Tod am 19. Dezember 1960 auch Colonel of the Regiment der Grenadier Guards.
Für jahrzehntelangen Verdienste in Politik und im öffentlichen Dienst wurde Sir George Darell Jeffreys am 12. Juli 1952 als Baron Jeffreys, of Burkham in the County of Southampton, zum erblichen Peer erhoben. Mit dem Titel war ein Sitz im House of Lords verbunden, dem er fortan bis zu seinem Tod angehörte.
Aus seiner am 28. Februar 1905 geschlossenen Ehe mit Dorothy Heseltine († 1953), ging der einzige Sohn Christopher John Darell Jeffreys hervor, der allerdings als Captain der Grenadier Guards am 29. Mai 1940 im Zweiten Weltkrieg fiel. Daher erbte dessen Sohn Mark George Christopher Jeffreys, der als Major ebenfalls bei den Grenadier Guards diente, beim Tod von George Darell Jeffreys, 1. Baron Jeffreys, am 19. Dezember 1960 dessen Titel als 2. Baron Jeffreys.

## Veröffentlichung
- „Fifteen rounds a minute“. The Grenadiers at war, August to December 1914. Neuauflagen 1976, 2012, ISBN 0-3331-9-6899.